# Oderlandmuseum
Oderlandmuseum – muzeum regionalne zlokalizowane przy rynku w Bad Freienwalde (Oder), na terenie Brandenburgii w Niemczech (powiat Märkisch-Oderland).

## Zbiory
Placówka mieści się w zabytkowym budynku z późnobarokową fasadą. Jest to jedno z najstarszych muzeów w Brandenburgii. Od 1889 gromadzi eksponaty związane z historią regionu, zwłaszcza, związane z kolonizacją przeprowadzona przez Fryderyka II na słabo dostępnym wówczas obszarze bagiennym nad rozlewiskami Odry (od 1753 ziemię w okolicy zaludniali osadnicy z południowych Niemiec, Austrii, Szwajcarii i innych krajów). Muzeum posiada również kolekcję eksponatów związanych z funkcjonującym dawniej w mieście uzdrowiskiem, a także zbiory archeologiczne. Na kolekcję składa się około 30.000 przedmiotów. Zbiór uzupełnia dokumentacja (od trzeciej tercji XIX wieku), prawie kompletna prasa regionalna od 1849, archiwum fotograficzne i podręczna biblioteka naukowa. Placówkę prowadzi Fundacja Alberta Heyde'a.

## Budynek
Sam budynek przy rynku, mieszczący placówkę, został zbudowany przez pułkownika-sierżanta Johanna Friedricha von Loebena von Garzau w 1774. Jego inicjały nadal widnieją nad drzwiami wejściowymi. Później w kamienicy mieszkał sędzia okręgowy, Karl Haeckel, a jego brat, Ernst Haeckel, zoolog i filozof, po podróży do Włoch kontynuował tu swoje badania na temat teorii ewolucji. Pod koniec 1920 dom stał się budynkiem biurowym, a w 1952 umieszczono tutaj muzeum.